# Don Kent (Bluesforscher)
Donald Theodore „Don“ Kent (* 20. April 1944 in Chicago, Illinois; † 9. August 2015 in Spartanburg, South Carolina) war ein US-amerikanischer Schallplattensammler und -kenner von Blues- und Bluegrass-Aufnahmen. Er war Begründer und Betreiber eigener Plattenlabel ("Mamlish Records", "Country Turtle Records", "Flying Crow Records") und gefragter Kommentator bzw. Verfasser von Begleittexten zu Schallplatten nicht nur auf seinen eigenen, sondern auch auf anderen Labels wie z. B. Yazoo Records. Viele der in den 1960er und 1970er Jahren wiederveröffentlichten Schellack-78 rpm Platten stammen aus seiner umfangreichen Sammlung.
Er war in den 1960er Jahren Mitglied der sogenannten New Yorker "Blues Mafia", einer lockeren Verbindung von Blues-Enthusiasten, der außer ihm Steve Calt (Verfasser diverser Plattentexte und Bücher), Samuel Charters (RBF Records), Lawrence 'Larry' Cohn (CBS/Epic, Columbia/Sony Records), John Fahey (alias 'Blind Joe Death', Takoma Records), Stefan Grossman (alias 'Kid Future', Kicking Mule Records), Tom Hoskins (alias 'Fang', der Mississippi John Hurt 'wiederentdeckte'), Bernie Klatzko (Herwin Records), Jim McKune, Nick Perls (Yazoo und Blue Goose Records), Phil Spiro (der zusammen mit Nick Perls und Dick Waterman Son House wiederentdeckte) und Pete Whelan (Origin Jazz Library) angehörten.